# Vasyl Jakovlev
Vasyl Leninitovytsj Jakovlev (Oekraïens: Василь Ленінітович Яковлєв) (Odessa, 3 juli 1972) is een Oekraïens voormalig baanwielrenner.
Jakovlev deed mee aan de Olympische Zomerspelen van 1992 (Barcelona), 1996 (Atlanta), 2000 (Sydney) en 2004 (Athene).
In alle edities deed hij mee aan de puntenkoers maar in 1992 moest hij in de finale opgeven. In 1996 eindigde hij echter als vierde. In 2000 en 2004 deed hij ook nog mee aan de koppelkoers.

## Belangrijkste overwinningen
1993
- Wereldkampioenschap puntenkoers, Elite

1999
- Wereldkampioenschap puntenkoers, Elite

Andriotto · 
Auriemma · 
Battistel · 
Brognara · 
Cavagnis · 
Della Santa ·
Fioroni · 
Hervé · 
Jakovlev ·
Lauria · 
Minali · 
Righi · 
Romio · 
Semprini · 
Serri · 
Villa · 
Zanetti